# Scopula deliciosaria
Scopula deliciosaria är en fjärilsart som beskrevs av Walker 1861. Scopula deliciosaria ingår i släktet Scopula och familjen mätare. Inga underarter finns listade.